# Natuurgids
Een natuurgids is iemand die mensen in de natuur gidst. 
De Waddenvereniging en verscheidene andere natuurbeschermingsorganisaties zoals Natuurpunt kennen natuurgidsen. Een natuurgids is op de hoogte van de flora en fauna in een bepaald gebied, het landschap, de geologische gesteldheid en het beheer van het betreffende gebied. Soms is de gids ook op de hoogte van relevante cultuurhistorische, milieu- en duurzaamheidsaspecten. Daarnaast is een gids instaat deze informatie over te dragen en kan deze een excursie leiden.

## Opleiding
Een natuurgids heeft doorgaans een opleiding gevolgd, in Nederland vaak bij het IVN (oorspronkelijk "Instituut voor Natuurbeschermingseducatie"). Deze organisatie verzorgt op landelijk en regionaal niveau opleidingen en korte curssussen. In Vlaanderen worden de opleidingen georganiseerd door het Centrum Voor Natuur- en milieueducatie (CVN).

## Bijkomende betekenis
De term natuurgids wordt ook gebruikt voor handboeken, naslagwerken en veldgidsen die bedoeld zijn om planten, dieren, landschap e.d. te leren kennen en begrijpen.